# المسيحية في ليسوتو

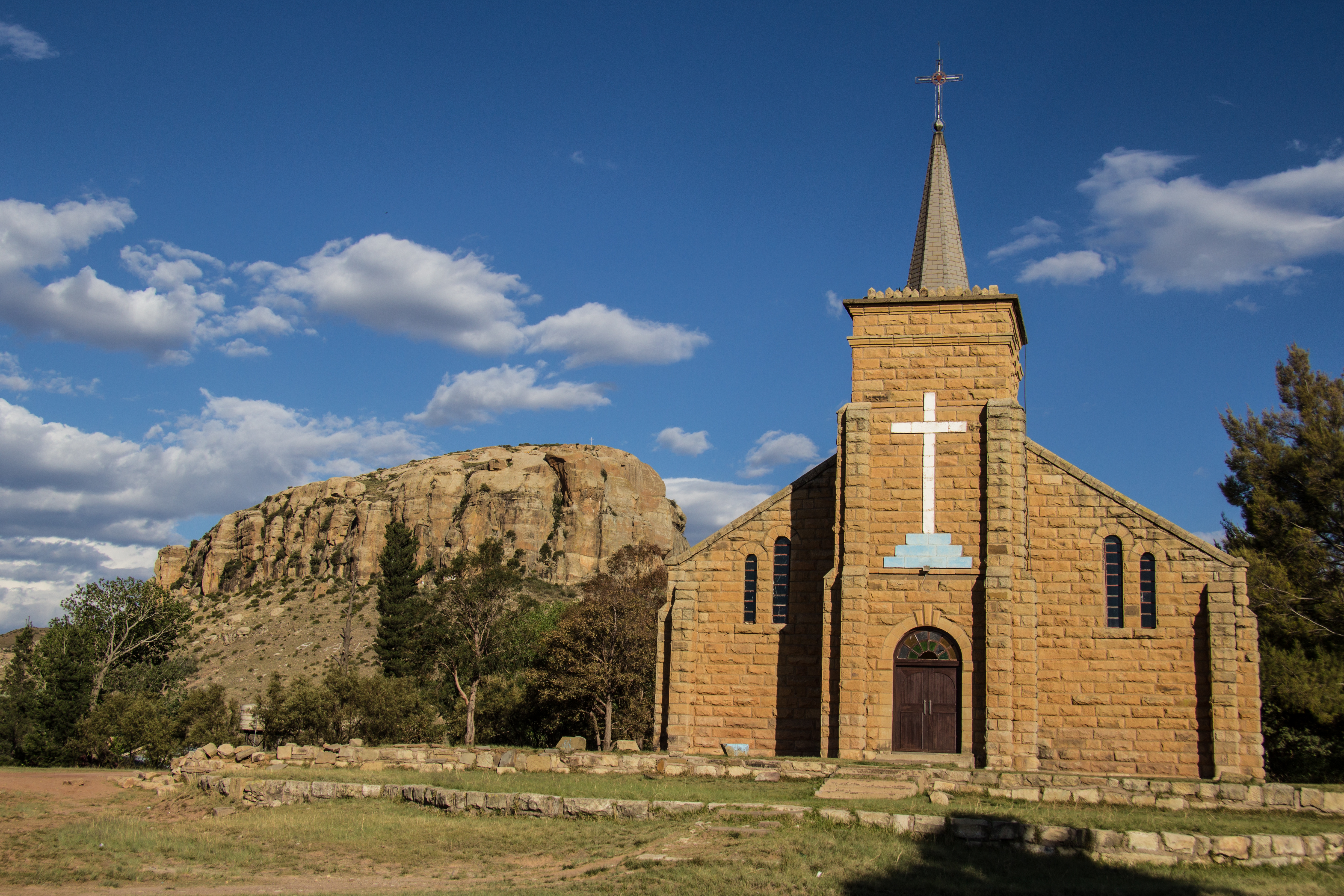
كاتدرائية سانت مايكل في ليسوتو.

تُشكل المسيحية في مملكة ليسوتو أكثر الديانات إنتشاراً بين السكان، ويتكون المجلس المسيحي في ليسوتو من ممثلين عن جميع الكنائس المسيحية الرئيسية في البلاد، ويقدر مركز بيو للأبحاث عام 2010 أن ما يقرب من 95% من السكان هم من المسيحيين. ويمثل البروتستانت 50% من السكان، ويمثل أتباع الكنيسة الرومانية الكاثوليكية حوالي 45% من السكان، ويشكل أتباع الديانات الأفريقية التقليدية والمسلمين والهندوس والبوذيين والبهائيين حوالي 1.5% من السكان، ويشكل اللادينيين حوالي 3.5% من مجمل السكان. ويتبع ملوك ليسوتو الديانة المسيحية على مذهب الكنيسة الرومانية الكاثوليكية، وهي الأسرة المالكة الكاثوليكية الوحيدة في أفريقيا.

## تاريخ

### العصور المبكرة

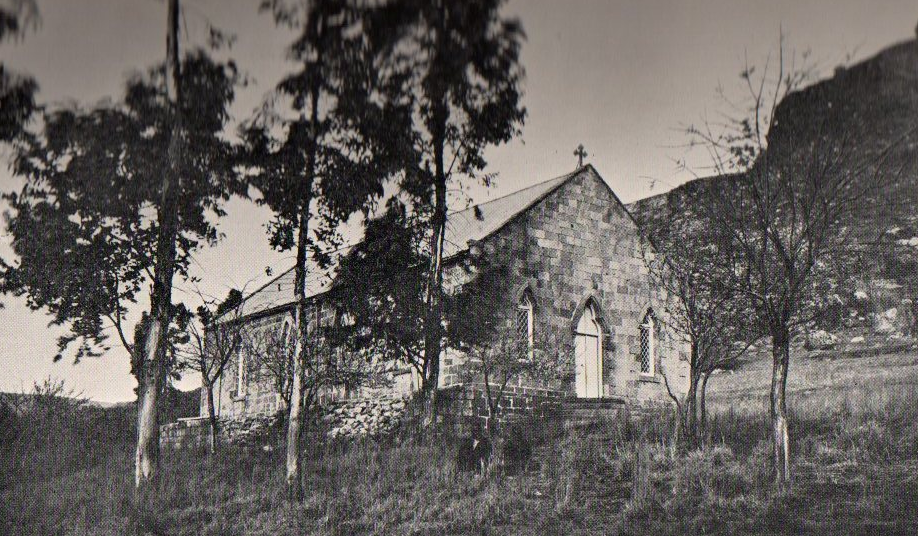
معبد ليريب الكاثوليكي، تعود الصورة لعام 1913.

وصلت المسيحية إلى أراضي ليسوتو من خلال البعثات الفرنسية بدعوة من الملك موشويشوي الأول في عام 1830. في حين دعا الملك موشوشو المبشرين المسيحيين، بقي على دينه الأفريقي التقليدي وقام بطلاق اثنتين من زوجاته بسبب تحولهن إلى المسيحية. زعمت التقارير الأولية للمبشرين الإنجيليين الفرنسيين أن أكل لحوم البشر جزء من دين ليسوتو التقليدي. ويعتبر المبشرون في وقت لاحق مثل هنري كالاواي، بالإضافة إلى علماء الأنثروبولوجيا، تلك التقارير الأولية بأنها غير موثوقة وأسطورية، وليست تمثيلًا تاريخيًا أو حقيقيًا للدين التقليدي لشعب ليسوتو. وأنشأ المبشرين من جمعية التبشير الإنجيلية في باريس في عام 1833 كنيسة ليسوتو الإنجيلية. وحصل المبشرين على دعم الملك المحلي، وتحت حمايته تطورت الكنيسة. وكانت أول محطة للبعثة في موريجا. وفي عام 1868 أصبحت ليسوتو محمية بريطانية، وفي عام 1898 تم افتتاح السينودس.
بدأت أول مهمة كاثوليكية في عام 1863. وقادها الأسقف ألارد والذي قام بدعوة راهبات أخوات الأرملة المقدسة من فرنسا للعمل مع النساء من شعب سوتو. وكانت الجهود الأولية تهدف إلى كسب المتحولين إلى جانب إنهاء ممارسة تعدد الزوجات من خلال دفع الرجال كبار السن العريس للزواج من الفتيات الصغيرات. وجذبت الجهود اللاحقة مقاومة من العائلات التقليديَّة. ووفقاً لمذكرات ألارد، تحولت نساء شعب سوتو إلى الكاثوليكية بأعداد أكبر في وقت سابق من رجال سوتو.

### الوضع الحالي

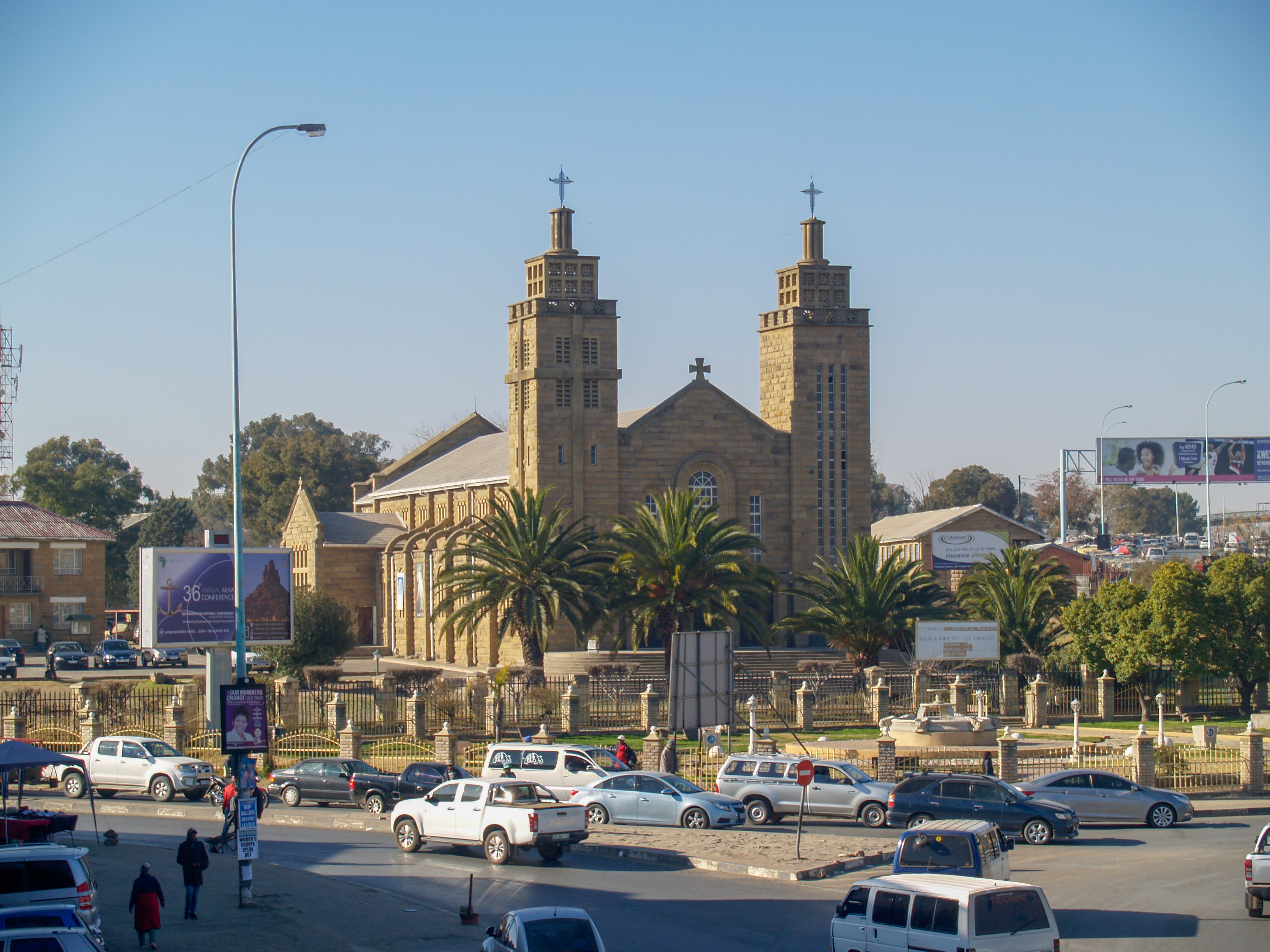
كاتدرائية ماسيرو الكاثوليكية.

كانت مملكة ليسوتو في الأصل جزء من الأبرشية الأنجيليكانية في الدولة الحرة، ولكنها أصبحت أبرشية مستقلة في عام 1950، ولا تزال تحمل اسم باسوتولاند. وكان أسقفها الأول جون موند من عام 1950 إلى عام 1976. وعند استقلال البلاد عن المملكة المتحدة في عام 1966، تم تغيير اسم الأبرشية إلى أبرشية ليسوتو. ومنذ استقلال البلاد للطوائف المسيحية صلات تاريخية بحزبين سياسيين رئيسيين في ليسوتو. وقد إنحاز الانجيليين مع حزب كونغرس باسوتو، في حين تؤيد الكنيسة الرومانية الكاثوليكية حزب باسوتو الوطني. وينشط المبشرون في البلاد. وينص الدستور على حرية الدين، وتحترم الحكومة بشكل عام هذا الحق. وتعد المسيحية هي الديانة السائدة في ليسوتو ويتكون المجلس المسيحي في ليسوتو من ممثلين عن جميع الكنائس المسيحية الرئيسية في البلاد، ويقدر أن ما يقرب من 90% من السكان هم من المسيحيين. ويمثل البروتستانت 50% من السكان ويتوزعون بين مذهب الكنيسة الخمسينية (21.9%) والإنجيلية (17.5%) والأنجليكانية (7.5%)، ويمثل أتباع الكنيسة الرومانية الكاثوليكية حوالي 45% من مجمل السكان. ويتبع ملوك ليسوتو الديانة المسيحية على مذهب الكنيسة الرومانية الكاثوليكية، وعلى الرغم من ذلك لا يحمل ملوكها لقب ملك كاثوليكي.
ما زال العديد من المسيحيين يمارسون معتقداتهم وطقوسهم الثقافية التقليدية مع المسيحية. وقامت الكنيسة الكاثوليكية بدمج بعض جوانب الثقافة المحلية في خدماتها الطقسية. على سبيل المثال تطور غناء الترانيم أثناء القداس إلى طريقة تقليدية في لغة سوثو شمالية بالإضافة إلى اللغة الإنجليزية. وبالإضافة إلى ذلك يرتدي الكهنة ملابس تقليدية أثناء الخدمات. ويرجع الدور البارز للكنيسة الكاثوليكية في البلاد إلى نجاح إنشاء المدارس الكاثوليكية في القرن العشرين وتأثيرها على سياسة التعليم. حيث تاريخياً ملكت الكنيسة الكاثوليكية حوالي 75% جميع المدارس الابتدائية والثانوية في المملكة، وكان لها دور أساسي في إنشاء جامعة ليسوتو الوطنية؛ اعتباراً من عام 2007 فإنها تمتلك أقل من 40% من المدارس الابتدائية والثانوية في المملكة. ويتوزع كاثوليك البلاد على أربعة أبرشيات وأسقفية. وساعدت الكنيسة الكاثوليكية في تأسيس حزب باسوتو الوطني في عام 1959 ودعمته في انتخابات الاستقلال في عام 1966. ويمارس معظم أعضاء الحزب الطقوس الكاثوليكية. وحكم حزب باسوتو الوطني البلاد منذ الاستقلال في عام 1966 حتى عام 1985 عندما أطيح بها في انقلاب عسكري. وكان حزب كونغرس باسوتو المعارض في ذلك الوقت يتماشى مع مبادئ كنيسة ليسوتو الإنجيلية.

## الدور الاجتماعي

### التعليم

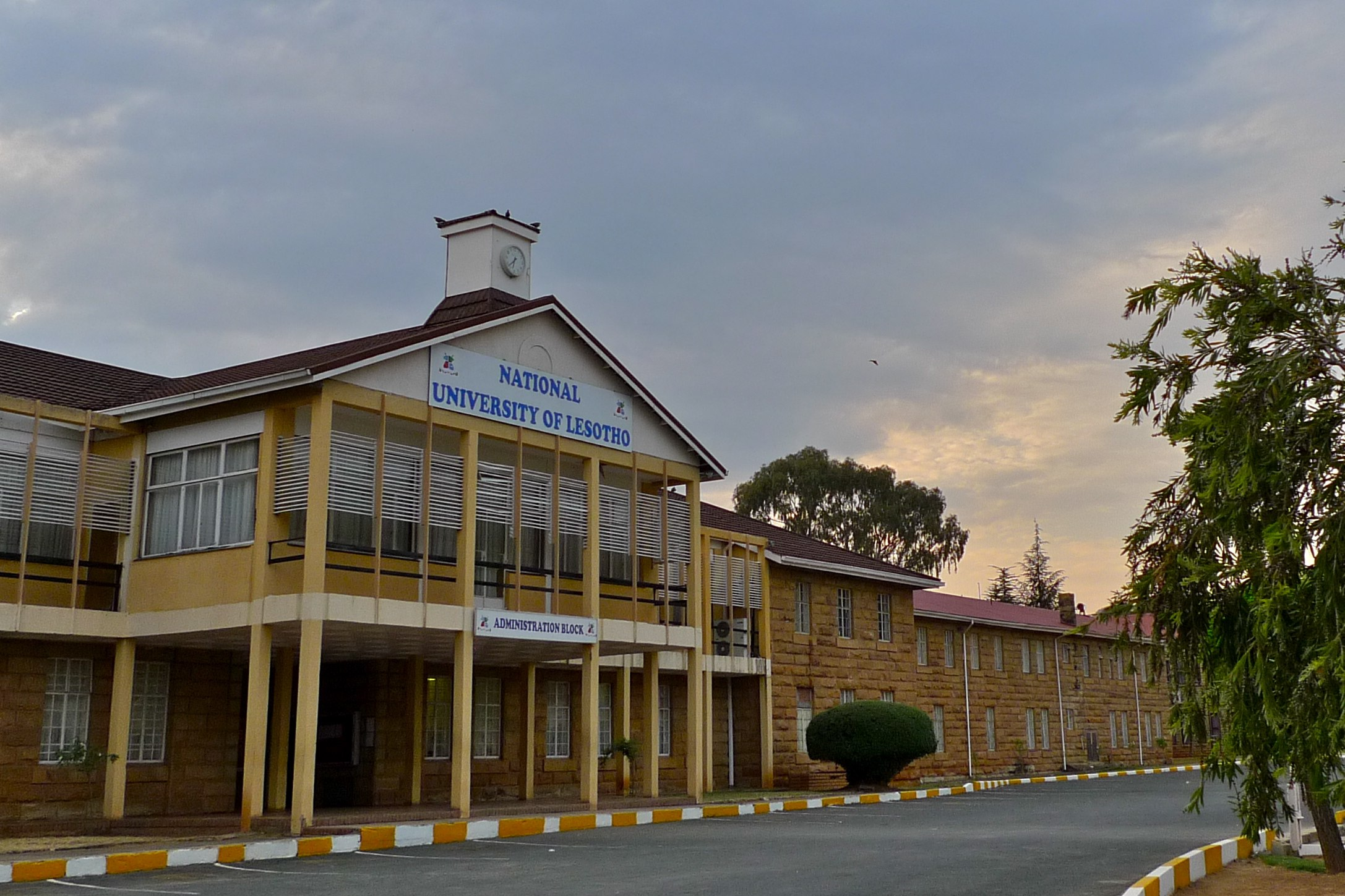
مدخل جامعة ليسوتو الوطنية؛ قامت الكنيسة الكاثوليكية ببناء الجامعة عام 1945.

الكنائس المسيحية نشطة للغاية في مجال التعليم ويرجع الدور البارز للكنيسة الكاثوليكية في البلاد إلى نجاح إنشاء المدارس الكاثوليكية في القرن العشرين وتأثيرها على سياسة التعليم. تاريخياً ملكت الكنيسة الكاثوليكية حوالي 75% جميع المدارس الابتدائية والثانوية في المملكة، وكان لها دور أساسي في إنشاء جامعة ليسوتو الوطنية والتي قامت قامت الكنيسة الكاثوليكية ببناء الجامعة عام 1945. اعتباراً من عام 2007 فإنها تمتلك أقل من 40% من المدارس الابتدائية والثانوية في المملكة. ويتم دفع رواتب المعلمين في هذه المدارس من قبل الدولة، والتي تحدد أيضًا المناهج الدراسية. بدأت الدولة التعليم الابتدائي المجاني في عام 2000، مما شجع على بناء العديد من المدارس العامة، بعضها حل محل المدارس الكنسيَّة. ومع ذلك، فإن الغالبية العظمى من المدارس لا تزال في أيدي الكنيسة.

### مكافحة فيروس العوز المناعي البشري
ليسوتو هي واحدة من البلدان التي بها أعلى معدل لانتشار فيروس العوز المناعي البشري في العالم: مع حوالي 22.9% من السكان البالغين مصابون بالإيدز. في عام 2002 وحده، توفي حوالي مليوني بالغ من مضاعفات المرض في أفريقيا جنوب الصحراء الكبرى. يعيش ثمانية من كل عشرة أطفال مصابين بالإيدز في هذه المنطقة. بين عام 1990 وعام 2001، زادت نسبة أيتام الإيدز عشرة أضعاف، من 3.5% إلى 32%. تشهد ليسوتو، إلى جانب بوتسوانا وسوازيلاند، أكبر زيادة في عدد الأيتام المصابين بالإيدز. في هذه البلدان الثلاثة وزيمبابوي، أصبح أكثر من طفل واحد من كل خمسة أطفال أيتاماً في عام 2010. التزام الكنيسة الكاثوليكية في مكافحة فيروس العوز المناعي البشري كبير، وهي تشارك، من بين أمور أخرى، في تنسيق جمع الأموال للمشاريع الأبرشية والمحلية من أجل إنشاء برامج جديدة في المناطق الأشد فقراً من خلال فتح عيادات خاصة بفيروس العوز المناعي البشري وتوفير تدابير علاج الإيدز (مضادات الفيروسات القهقرية) بالإضافة إلى برامج توعوية في هذا المجال. والأولوية المطلقة هي حماية سبل عيش هؤلاء الأطفال المعرضين للخطر، ولا سيما أولئك المصابون بالإيدز أو بأمراض أخرى.
تم إنشاء شبكة الإيدز الأفريقية اليسوعية في عام 2002 من قبل اليسوعيين من إفريقيا ومدغشقر كشبكة من المنظمات التي تكافح فيروس نقص المناعة البشرية (الإيدز). وهي إحدى الكيانات في الكنيسة الكاثوليكية التي تعالج حوالي 25% من مرضى الإيدز في جميع أنحاء العالم ويمكن أن تصل إلى 100% من إفريقيا في المناطق النائية، وفقًا لدراسات الفاتيكان. تعمل المنطمة في ليسوتو وقد قامت بتطوير استجابات تلبي الاحتياجات في السياق المحلي للمرض، بما في ذلك التعليم والوقاية والعلاج.